# Walther von Lüttwitz
Walther Karl Friedrich Freiherr von Lüttwitz (ur. 2 lutego 1859 w Bogacicy, zm. 20 września 1942 we Wrocławiu) – niemiecki generał, znany głównie dzięki tzw. puczowi Kappa-Lüttwitza.

## Życiorys
Urodził się w Bogacicy koło Kluczborka na Górnym Śląsku (wówczas w Królestwie Prus).
W czasie I wojny światowej Lüttwitz sprawował kilka funkcji wojskowych. Po zawieszeniu broni i rewolucji niemieckiej w roku 1918 Rat der Volksbeauftragten, tymczasowy niemiecki rząd mianował go głównodowodzącym niemieckiej armii w Berlinie i okolicach. Będąc na tym stanowisku, zarządził w styczniu 1919 roku stłumienie powstania wywołanego przez tzw. Związek Spartakusa oddziałami Freikorpsów.

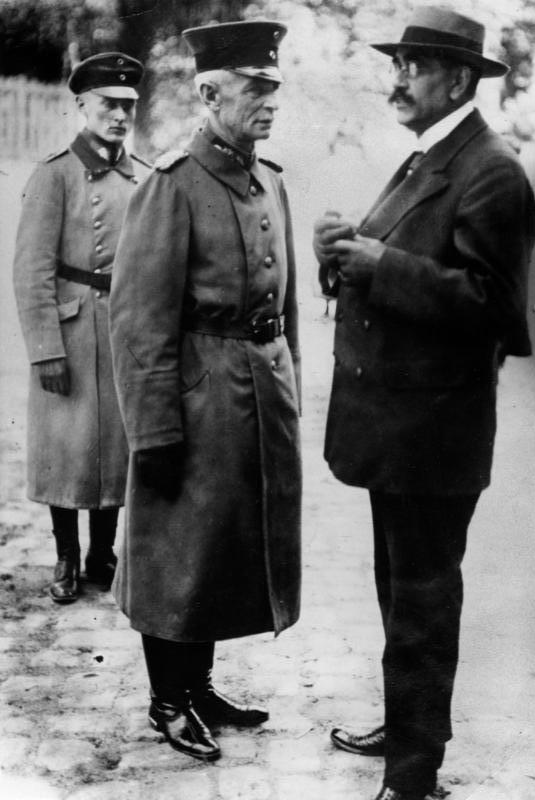
Walther von Lüttwitz w rozmowie z Gustavem Noske, ministrem Reichswehry z SPD, 1920

Podobnie jak wielu członków Reichswehry, Lüttwitz był zażartym przeciwnikiem traktatu wersalskiego. Szczególnie nie podobały mu się zapisy o redukcji niemieckiej armii do 100 tys. żołnierzy, likwidacji Freikorpsów (wolnych korpusów) i ekstradycji około 900 żołnierzy Reichswehry, oskarżonych przez państwa Ententy o zbrodnie wojenne. Zamierzał zignorować te postulaty traktatu. Po usunięciu go z kilku stanowisk przez ministra obrony narodowej Gustava Noskego, Lüttwitz postanowił działać. W nocy z 12 na 13 marca, skierował do Berlina podległą mu Marinebrigade Ehrhardt (brygadę marynarki), którą rząd również planował rozwiązać. Pucz trwał tylko przez kilka dni ze względu na brak wsparcia ze strony starej elity wojskowej i lokalnej ludności i ogłoszony przez SPD strajk powszechny w obronie legalnego rządu republiki, który objął cały kraj. Lüttwitz, który w czasie przewrotu pełnił funkcję ministra obrony w rządzie puczystów, uciekł z kraju 17 marca. Spędził trochę czasu na Węgrzech, po czym na mocy amnestii mógł wrócić do Niemiec w roku 1925. Zmarł we Wrocławiu w roku 1942.
Jego syn, Smilo von Lüttwitz, służył kolejno w pruskiej armii podczas I wojny światowej, następnie w Reichswehrze, w Wehrmachcie, a w końcu w Bundeswehrze. Podczas II wojny światowej został udekorowany Rycerskim Żelaznym Krzyżem z Liśćmi Dębu i Mieczami.